# Palacio Chiarino
Palacio Chiarino – budynek położony w dzielnicy Centro miasta Montevideo, stolicy Urugwaju.

## Opis
Budynek znajduje się przy ulicy Avenida 18 de Julio 1117-1121 przy placu Plaza Cagancha. Zaprojektowany przez architektów Antonio Chiarino, Bartolomé Triay i Gaetano Moretti, w stylu historyzującego eklektyzmu z wpływami klasycyzmu francuskiego. Budowę ukończono w 1928 roku. Budynek wybudowany z przeznaczeniem na cele mieszkalno-usługowe. Obecnie w budynku oprócz apartamentów mieszkalnych funkcjonuje oddział banku. Od 1995 roku wpisany jest na listę obiektów chronionych Bien de Interés Municipal, zawierającą dobra kulturalne o dużym znaczeniu społecznym.